# Lokomotiva 403.5
Lokomotiva řady 403.5 byla tendrová ozubnicová parní lokomotiva provozovaná na ozubnicové trati z Podbrezové do Tisovce. V letech 1896–1900 byly vyrobeny celkem čtyři kusy.

## Vznik a vývoj
V roce 1896 dodala lokomotivka ve Floridsdorfu Maďarským státním drahám tři ozubnicové lokomotivy řady TIVb pro trať Zólyombrezó–Erdőköz–Tiszole (dnes Podbrezová–Pohronská Polhora–Tisovec), která dosahovala sklonu až 50 ‰. V roce 1900 byla dodána čtvrtá lokomotiva stejného provedení. Lokomotivy byly označeny čísly 4281 – 4284. V roce 1911 je MÁV označily řadou 41 a přidělily jim čísla 41.001 – 41.004.

## Provoz
Lokomotivy byly nasazovány do provozu vždy dvě, další dvě byly záložní. Ve Zbojské je nejvyšší bod trati, takže jedna lokomotiva byla nasazena na úseku Tisovec – Zbojská a druhá Pohronská Polhora – Zbojská, obě komínem ke Zbojské. Ve Zbojské si soupravy předávaly. Navíc až do vybudování tunelu v roce 1945 vyjížděly vlaky z Tisovce do Zbojské úvratí.
Po roce 1918 se uvedená trať ocitla na území Československa. Československé státní dráhy (ČSD) přidělily lokomotivám řadu 403.5. O rok později se však všechny lokomotivy ocitly v Maďarsku, a tak byla zapůjčena lokomotiva 169.01 z Polubného. Za 2. světové války byla těžce poškozena 403.503, po válce byla zrušena. V roce 1954 byla vyřazena 403.501, v roce 1961 403.502 a nakonec 403.504 v roce 1964. V roce 1961 byly do Tisovce dodány dvě lokomotivy T 426.0, které je měly nahradit. V důsledku vyšší hmotnosti došlo k destrukci koleje. Trať se následně zrekonstruovala, avšak nové lokomotivy se z dočasného umístění v Tanvaldu již nevrátily, jelikož mezitím ukončila provoz železárna v Tisovci a nákladní doprava na trati ustala.

## Konstrukce

### Kotel
Kotel lokomotivy měl celkovou výhřevnou plochu 165,8 m². Válcový kotel obsahoval 280 žárnic. Vpředu na válcovém kotli byl umístěn parní dóm a v něm dva šoupátkové regulátory – jeden pro adhezní stroj a druhý pro ozubnicový. Ovládací hřídele byly vedeny uvnitř kotle. Vzhledem ke značným změnám sklonu trati byly vodoznaky umístěny přibližně v polovině délky válcového kotle. V budce pak byly ještě tři zkoušecí kohouty.

### Pojezd
Lokomotiva měla vnitřní rám. První a poslední spřažené dvojkolí mělo posuv ±12 mm. Nápravy byly odpružené vinutými pružinami. Rám se soukolím ozubnicového parního stroje byl zavěšený v tlapových ložiskách přímo na 2. a 3. spřažené nápravě. Lokomotiva měla polotendrové uspořádání, zadní, Kamperův podvozek, na němž byl umístěn tendr, šel odpojit, proto ČSD přidělily této části lokomotivy samostatné označení, jako u tendru: řada 007.0.

### Parní stroj
Adhezní parní stroj měl umístěny válce vně rámu, ozubnicový uvnitř. U obou strojů byl použit Heusingerův rozvod. Válce ozubnicového stroje byly šikmé, jejich ojnice byly spojeny pomocí čepů se spojnicemi obou párů ozubených kol. Obojí, plochá šoupátka byla umístěna nad vnějšími válci.

### Brzda
Lokomotivy byly vybaveny několika typy brzd. Měly dvě ruční brzdy, jednu působící na spřažená dvojkolí, druhou, pásovou, na ozubená kola. Taktéž Riggenbachova protitlaková brzda byla zvlášť pro adhezní a zvlášť pro ozubnicový stroj. Kromě toho byly vybaveny vlakovou samočinnou tlakovou brzdou systému Westinghouse.